# Operação Vagatomia
A Operação Vagatomia, da Polícia Federal, fez investigações sobre esquemas bilionários e ilegais envolvendo o ensino médico no Brasil. A Universidade Brasil entrou na mira da PF em setembro de 2019 por venda de vagas no curso, irregularidades no Exame Nacional de Revalidação de Diplomas Médicos e fraudes no Fies (Fundo de Financiamento Estudantil). Em 03/09/2019 a Polícia Federal cumpriu 77 mandados judiciais expedidos pela Justiça Federal de Jales/SP, em diversas cidades de São Paulo, que continham os mandados de 11 prisões preventivas, 11 prisões temporárias, 45 ordens de busca e apreensão e 10 medidas cautelares (alternativas à prisão). A Justiça Federal também determinou o bloqueio de bens e valores dos investigados até o valor de R$ 250 milhões. O dono e reitor da Universidade Brasil, José Fernando Pinto da Costa, de 63 anos, foi preso no dia  em que a operação foi deflagrada.
A delação de Juliana da Costa e Silva, ex-diretora de graduação da Universidade Brasil em Fernandópolis, apresentou depoimento mostrando como era a cooptação dos alunos e de que forma grupo fraudava vagas no Financiamento Estudantil contando como os alunos pagavam até R$ 80 mil por uma vaga na faculdade de Medicina, e R$ 100 mil quando a vaga fosse por meio do Financiamento Estudantil (Fies). 
Diogo Leite Sampaio, vice-presidente da Associação Médica Brasileira, já vinha denunciando os esquemas na revalidação de diplomas, que envolvem também outras faculdades,  de acordo com as investigações da entidade e afirmou em matérias à imprensa que a Operação Vagatomia é somente a ponta de um iceberg. 
Em nota, a PF explicou que “O nome da Operação Vagatomia foi utilizado em alusão ao termo ‘tomia’, que significa ‘corte’, comumente utilizado em palavras que denominam procedimentos cirúrgicos. Como os investigados reduziam as vagas do curso de medicina e Fies, na medida em que as vendiam, candidatos que teriam direito ao financiamento do governo federal sofriam com o corte das vagas disponíveis”. O meio médico usa o substantivo feminino “vagotomia” para descrever uma “secção cirúrgica do nervo vago (anteriormente dito pneumogástrico), empregada nos casos de úlceras rebeldes ao tratamento clínico; vagossecção”.